# Tetsuya Nakashima
Tetsuya Nakashima (中島哲也 Nakashima Tetsuya?) es un director de cine japonés. Su película Confessions fue seleccionada como la representante de Japón al premio Mejor película de habla no inglesa en los Premios Óscar de 2010.

## Filmografía
- (1988) - Bakayaro! I'm Plenty Mad segmento 2
- (1997) - Happy-Go-Lucky
- (1998) - Beautiful Sunday
- (2004) - Kamikaze Girls[1]
- (2006) - Memories of Matsuko
- (2008) - Paco and the Magical Picture Book
- (2008) - Rolling Bomber Special
- (2010) - Confessions
- (2014) - El mundo de Kanako
- (2018) - It comes

## Premios
- Tuvo una nominación al premio de mejor película asiática en el Festival Internacional de Singapur de 1999 por la película Beautiful Sunday.
- Premio a la mejor película del mejor realizador en Japanese Professional Movie Awards 2005 por Kamikaze Girls.